# Lista țărilor fără forțe armate

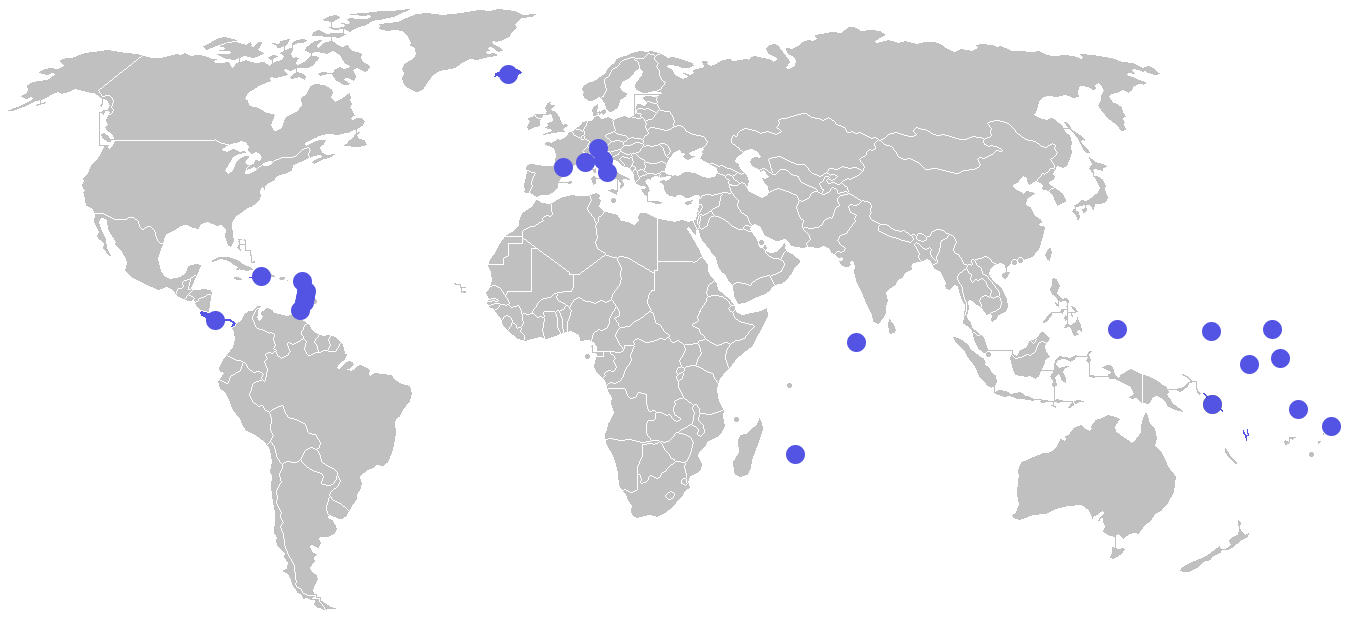
Ţările fără forţe militare propriu-zise.

Lista țărilor fără forțe armate cuprinde 21 de state, care fie au renunțat, fie au fost obligate să-și desființeze propria armată. Termenul „țară” este folosit în sensul de stat independent; astfel, se aplică doar statelor suverane și nu țărilor dependente, a căror apărare militară este responsabilitatea altui stat sau unei armate alternative. Termenul „forțe armate” se referă la orice defensivă sponsorizată de către guvern și folosită apoi pentru politicile interne și externe ale guvernului respectiv. Unele din țările listate, precum Islanda și Monaco, nu au armată, dar păstrează forțe paramilitare.
Multe din cele 21 de țări listate mai jos au avut, în mod tipic, un acord de lungă durată cu o fostă țară ocupantă; un exemplu în acest sens este acordul dintre Monaco și Franța, care există de cel puțin 300 de ani. Insulele Marshall, Micronezia, Monaco și Palau nu au dreptul la opinie în privința defensivei țării lor. Astfel, au o mică influență în relațiile internaționale. Spre exemplu, când Micronezia a negociat cu Statele Unite un acord defensiv, a făcut-o dintr-o poziție vulnerabilă, deoarece era foarte dependentă de asistența americană. Atunci când este necesar, Andorra poate cere un ajutor pentru apărare din partea vecinilor, pe când Islanda a avut un acord unic cu S.U.A., care a durat până în 2006 și care prevedea sprijinirea militară a Islandei dacă era cazul. Celelalte țări sunt răspunzătoare pentru propria lor defensivă și acționează fie fără forțe armate, fie cu forțe limitate. Unele dintre aceste state, precum Costa Rica, Dominica și Grenada, au fost supuse unui proces de demilitarizare, iar altele s-au format fără forțe armate, precum Andorra în urmă cu peste 700 de ani; acest lucru a fost determinat de faptul că țările amintite erau, sau încă sunt, sub protecția unei alte națiuni la momentul independenței. Toate țările din această listă sunt considerate a fi în situația de „non-militarizare”.

## Țări fără forțe armate
| Lista 1: Țări fără absolut nicio forță militară. | Lista 1: Țări fără absolut nicio forță militară. | Lista 1: Țări fără absolut nicio forță militară. |
| Țară                                             | Comentariu | Notă                                             |
| ------------------------------------------------ | --- | ------------------------------------------------ |
| Andorra                                          | De apărarea țării sunt responsabile Franța și Spania. Tratate similare au fost întocmite cu ambele națiuni pe 3 iunie 1993. | [ 7 ]                                            |
| Costa Rica                                       | Costa Rica a fost prima țară care a eliminat formal forțele militare. Constituția acesteia a interzis din 1949 formarea unei armate permanente. Este centrul Curţii Inter-Americane a Drepturilor Umane și a Universității Păcii a Națiunilor Unite. | [ 9 ] [ 11 ]                                     |
| Dominica                                         | Nu a avut armată propriu-zisă din 1981 din cauza unui atentat de lovitură de stat. Apărarea cade sub responsabilitatea Sistemului Regional de Securitate. | [ 8 ]                                            |
| Grenada                                          | Nu a avut armată din 1983 din cauza unei invazii conduse de americani. Apărarea este responsabilitatea Sistemului Regional de Securitate. | [ 8 ]                                            |
| Haiti                                            | Armata Haitiului a fost desființată în iunie 1995, dar rebelii au cerut restabilirea acesteia. Poliția Națională Haitiană, cu 9.000 de oameni, menține câteva unități paramilitare; acestea sunt considerate a fi mai mari decât este necesar, considerând armatele mult mai mici a unor țări învecinate.                                                                                   | [ 12 ]                                           |
| Insulele Marshall                                | Defensiva este responsabilitatea Statelor Unite ale Americii. | [ 2 ]                                            |
| Insulele Solomon                                 | A avut un conflict etnic mare între 1998 și 2006 în care Australia, Noua Zeelandă şi alte ţări Pacifice au intervenit pentru a restaura pacea. Nu are armată. | [ 13 ]                                           |
| Kiribati                                         | Singurele forțe permise sunt poliția și paza de coastă. Asistența defensivă vine din partea Australiei și Noii Zeelande. | [ 14 ]                                           |
| Liechtenstein                                    | Și-au dizolvat armata în 1868 din cauză că aceasta a fost considerată prea costisitoare. Armata este permisă doar pe timp de război, dar nu a fost pus niciodată în această situație. Conform CIA World Factbook, apărarea este responsabilitatea Elveției; totuși, surse oficiale din partea ambelor țări nu oferă suport acestei afirmații și niciun tratat de apărare nu este menționat. | [ 15 ]                                           |
| Mauritius                                        | Are o forță paramilitară de poliție și pază de coastă din 1968. | [ 16 ]                                           |
| Nauru                                            | Australia este responsabilă pentru defensiva Naurului, precum s-a stabilit într-un acord informal dintre cele două țări. | [ 17 ]                                           |
| Palau                                            | Defensiva este responsabilitatea Statelor Unite ale Americii. | [ 4 ]                                            |
| Samoa                                            | Nu are armată, dar poate cere ajutor militar Noii Zeelande conform unui acord din 1962. | [ 18 ]                                           |
| Sfânta Lucia                                     | O unitate specială de servicii este menținută pentru scopuri interne. Apărarea este responsabilitatea Sistemului Regional de Securitate. | [ 8 ]                                            |
| Sfântul Vincent și Grenadine                     | O unitate specială de servicii este menținută pentru scopuri interne. Apărarea este responsabilitatea Sistemului Regional de Securitate. | [ 8 ]                                            |
| Statele Federate ale Microneziei                 | Apărarea cade sub responsabilitatea Statelor Unite ale Americii. Menține o forță mică paramilitară de poliție. | [ 3 ]                                            |
| Tuvalu                                           | Nu are armată, dar poliția include și o unitate de supraveghere maritimă. | [ 19 ]                                           |
| Vatican                                          | Menține trupe de jandarmerie pentru problemele interne de poliție. Garda Elvețiană Pontificală este o unitate ce aparține Sfântului Scaun, nu statului Vatican. Nu există tratat de apărare cu Italia, întrucât s-ar încălca neutralitatea Vaticanului. Garda Palatină și Garda Nobilă au fost desființate în 1970.                                                                         | [ 20 ]                                           |

| Lista 2: Țări fără armată, dar cu forțe militare limitate. | Lista 2: Țări fără armată, dar cu forțe militare limitate. | Lista 2: Țări fără armată, dar cu forțe militare limitate. |
| Țară                                                       | Comentariu | Notă                                                       |
| ---------------------------------------------------------- | --- | ---------------------------------------------------------- |
| Islanda                                                    | Nu a avut armată din 1869, dar este membră NATO. A existat un acord de apărare cu Statele Unite, care a menținut Forţa Defensivă a Islandei și o bază militară în țară, din 1951 până în septembrie 2006. Deși Islanda nu are armată, încă păstrează o forță militară expediționară de menținere a păcii, o pază de coastă militarizată extinsă, un serviciu de poliție și o forță tactică de poliție.                                                                                   | [ 6 ]                                                      |
| Monaco                                                     | A renunțat la investiția într-o armată generală în secolul al XVII-lea din cauză că avansul tehnologiei artileriei a făcut din Monaco o țară lipsită de apărare. Încă se consideră ca având forțe militare limitate. Defensiva este responsabilitatea Franței, dar două unități militare mici sunt menținute; una protejează Prințul și judiciarul, în timp ce cealaltă este responsabilă pentru apărarea civilă și combaterea incendiilor. Amândouă sunt antrenate și echipate cu arme. | [ 1 ]                                                      |
| Panama                                                     | Și-a desființat armata în 1990, fapt confirmat de votul parlamentar unanim pentru schimbarea constituțională din 1994. Forțele Publice Panameze, printre care și Poliția și Armata Națională, Serviciul Maritim Național, Serviciul Aerian Național și Serviciul Instituțional de Securitate au câteva capacități de război. | [ 21 ]                                                     |

### Islanda
Islanda este renumită în istorie prin faptul că nu are armată. Astfel, în timpul celui de-al Doilea Război Mondial a fost ocupată de forțele britanice pentru a preveni cucerirea ei de către Germania. Are o unitate de menținere a păcii formată din 30 de persoane, condusă de Ministerul Islandez de Relații Externe. Este desemnată în principal pentru operații de păstrare a păcii și a fost fondată în anii 1990 pentru a îmbunătăți statutul Islandei în cadrul NATO, căci suferea de lipsa unor forțe armate, suficiente pentru a suporta operațiunile pacifiste ale NATO. Din moment ce nu sunt o armată propriu-zisă, se spune că Islanda nu are armată. Cea mai mare componentă militară este paza de coastă (Territorial Waters Guard), care este similară, în structură și mod de operare, cu forțele marine ale multor alte țări. Include bărci de patrulare armate, nave de patrulare aproape de țărm, o navă științifică și o secțiune de aeronautică ce operează cu aeronave cu aripa fixă și cu un elicopter. Navele acestei forțe au intrat în luptă cu vasele de război ale Marinei Regale în timpul Războaielor Codului din anii 1950 și 1970.

## Țări demilitarizate
Unele țări, având experiența mai multor lovituri de stat, au desființat și interzis forțele lor armate. Totuși, câteva din sarcinile îndeplinite anterior de forțele armate sunt acum efectuate de diviziuni ale poliției sau ale Gărzii Naționale. Printre aceste țări se numără Dominica, Panama și Grenada. În unele cazuri, acest fapt duce la existența propriu-zisă a unei forțe militare, deși se folosește un nume alternativ pentru unitatea respectivă. Haiti și-a demobilizat armata, dar aceasta există pe hârtie, căci nu a fost interzisă.

## State sub asociere liberă
Unele țări din această listă se bazează pe S.U.A. pentru apărare. Acestea sunt Statele Federate ale Microneziei, Insulele Marshall și Republica Palau. Fac acest lucru datorită statutului lor de state asociate, primind, de asemenea, și alte beneficii.